# 살타주

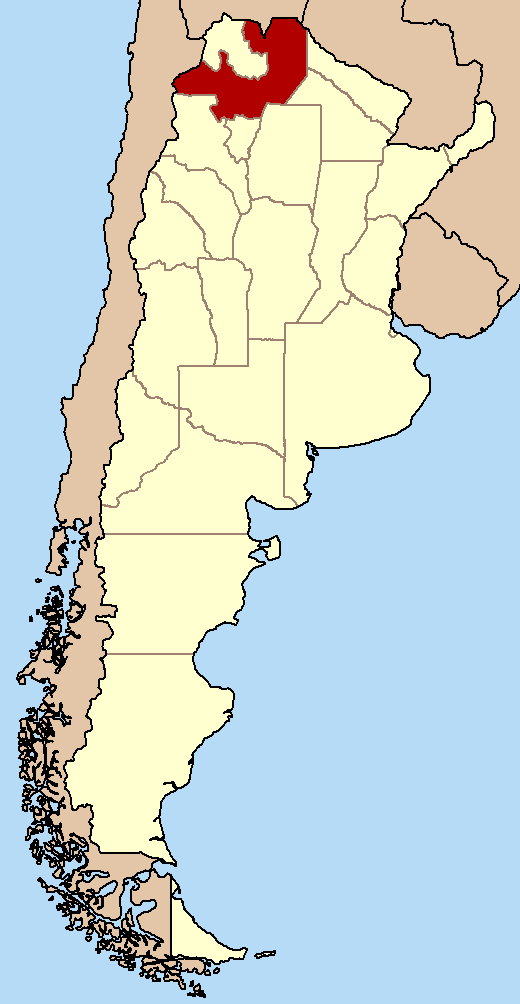
살타 주

살타주(스페인어: Provincia de Salta)는 아르헨티나의 주로, 국토 북서부에 자리 잡고 있다. 인접 주로는 동쪽부터 시계방향으로 포르모사주, 차코주, 산티아고델에스테로주, 투쿠만주, 카타마르카주이다. 또 후후이주를 감싸고 있는 형상이다. 북쪽으로는 볼리비아, 파라과이와, 서쪽으로는 칠레와 접한다. 23개 군을 관할한다.

## 행정구역
이 지방은 23개 지방 자치지역으로 구성되어 있으며, 59개 지방 자치체를 포함하고 있다. 이 지방의 수도는 살타 시이며, 살타 시는 이 지방 정부가 위치한 곳이다.

주기
주 문장

## 사진

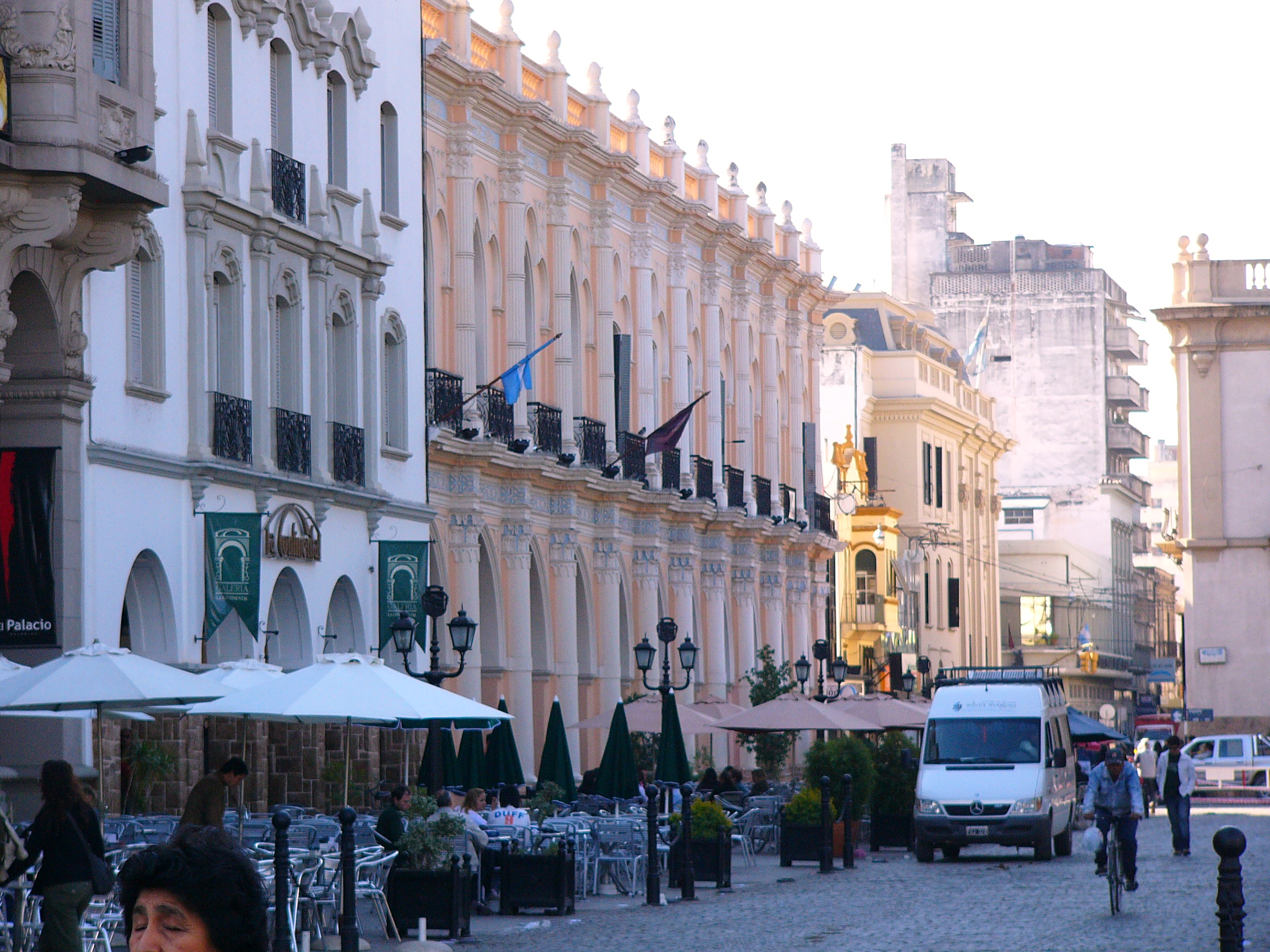
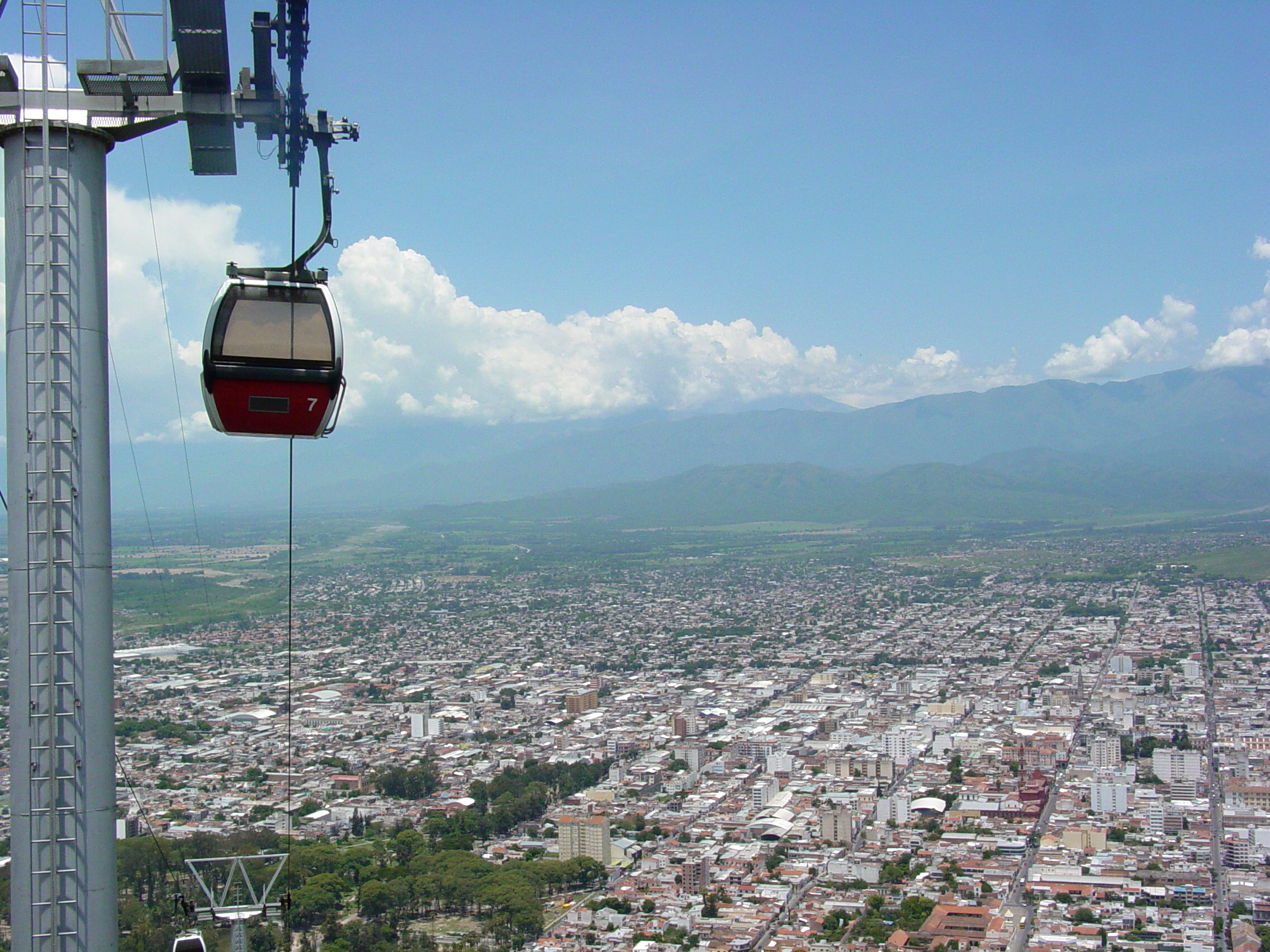
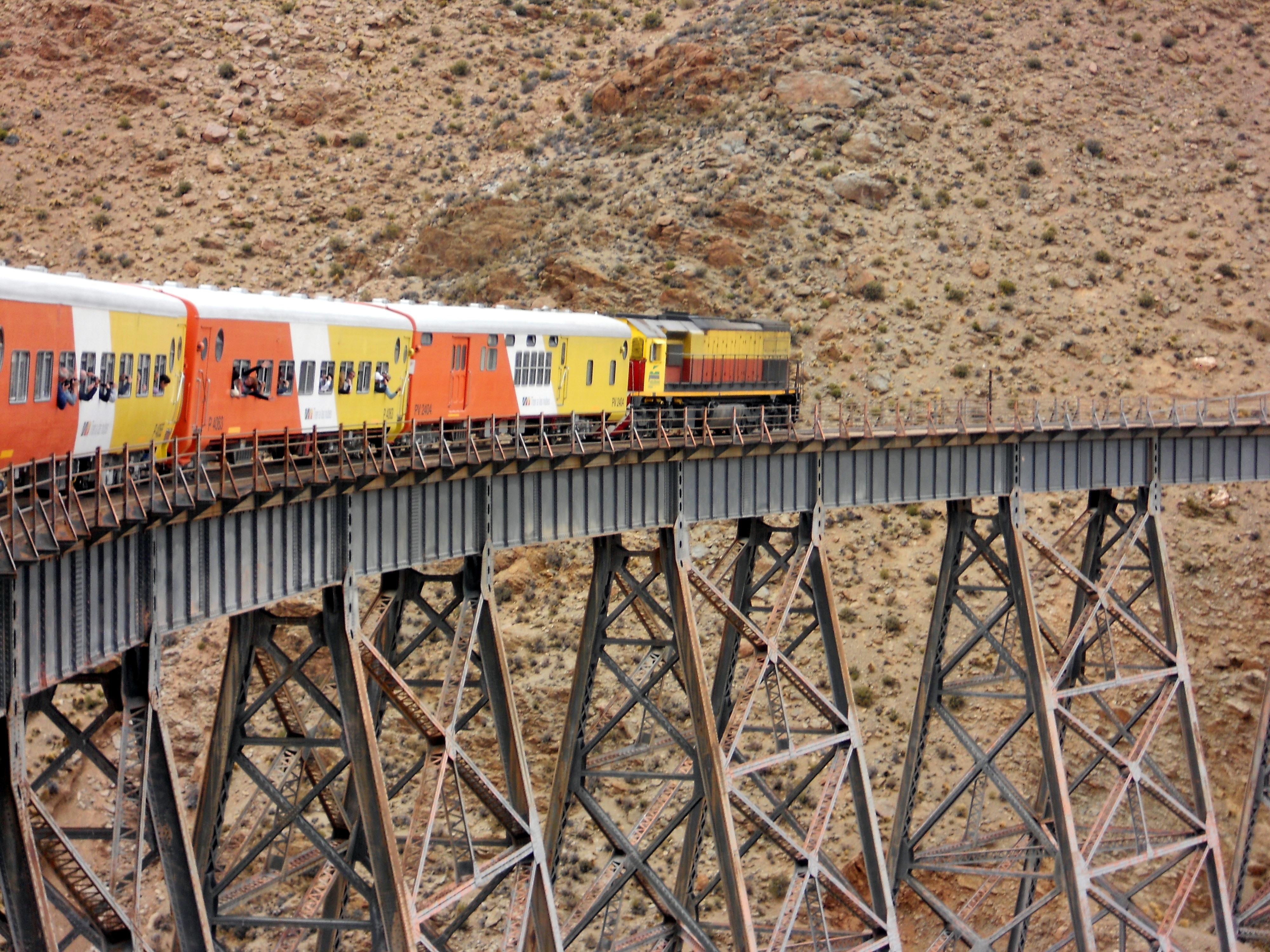
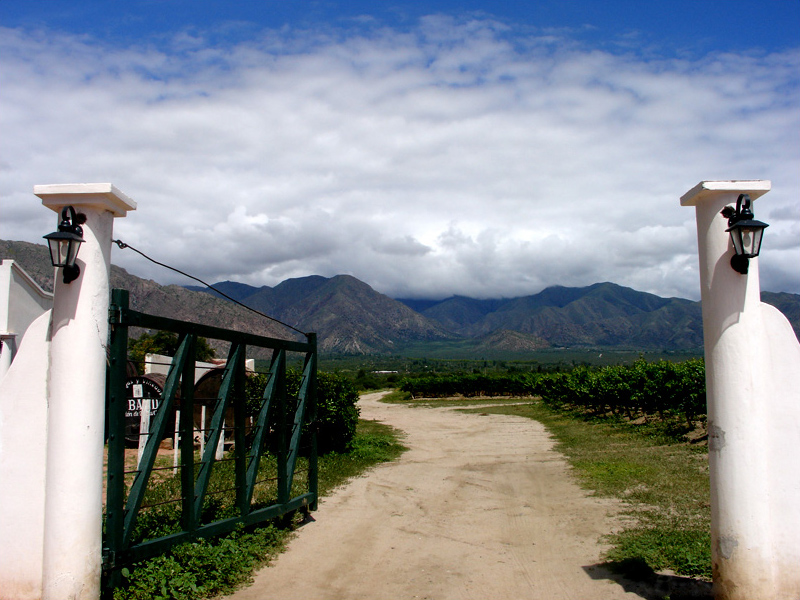
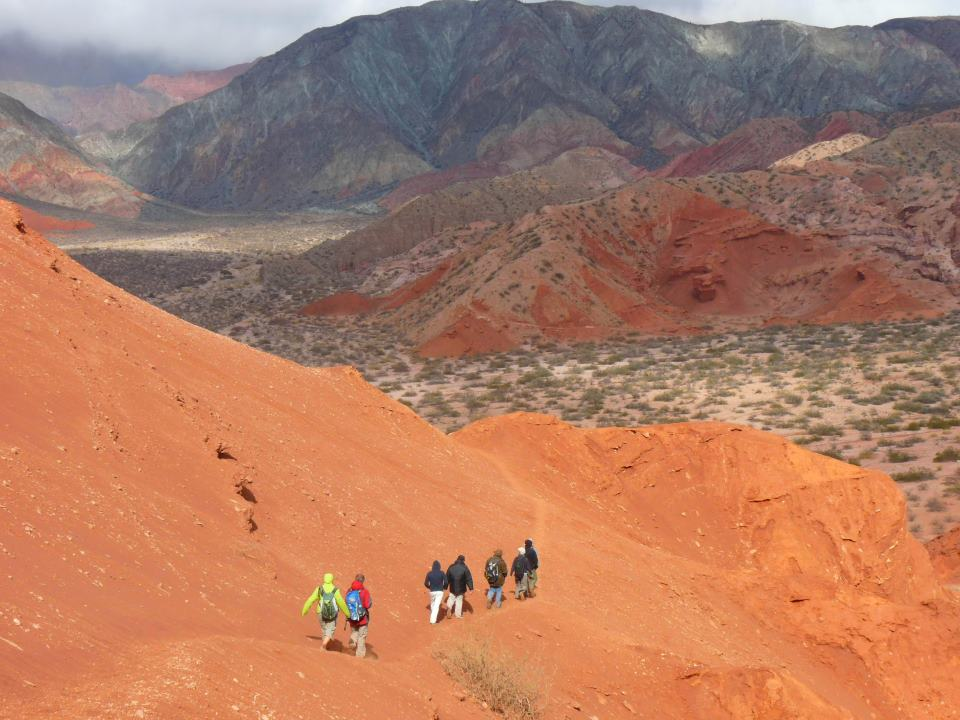
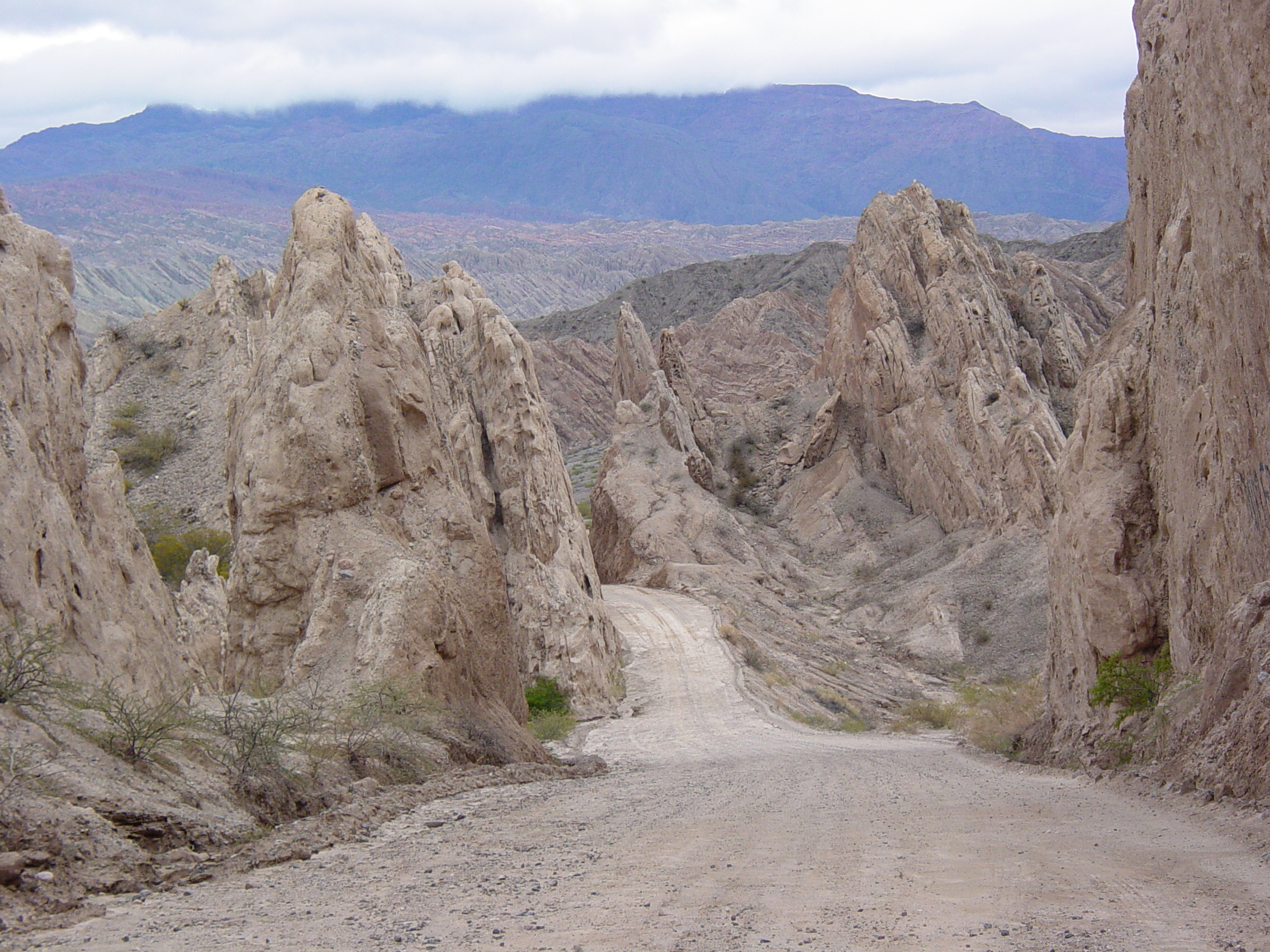
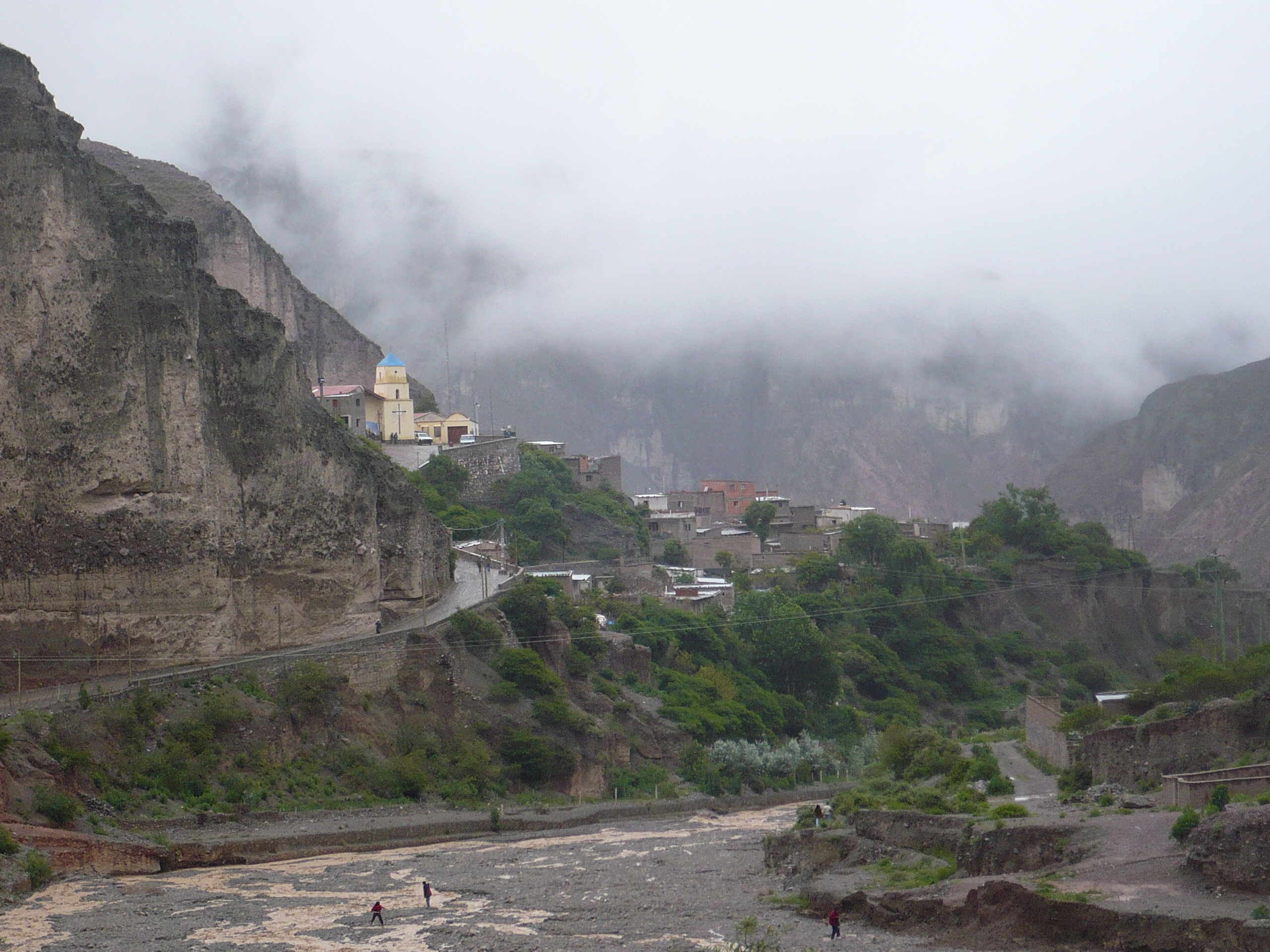
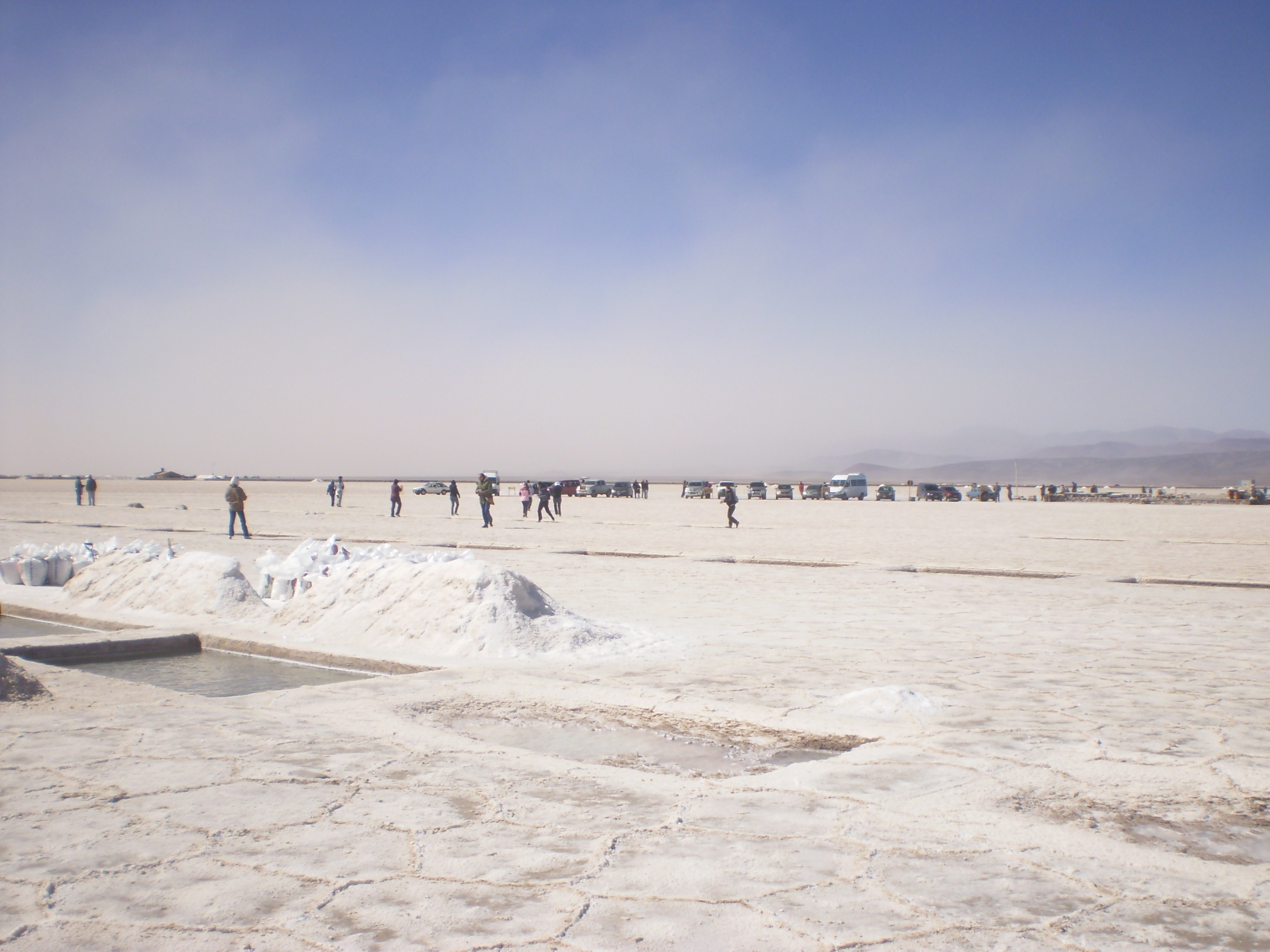
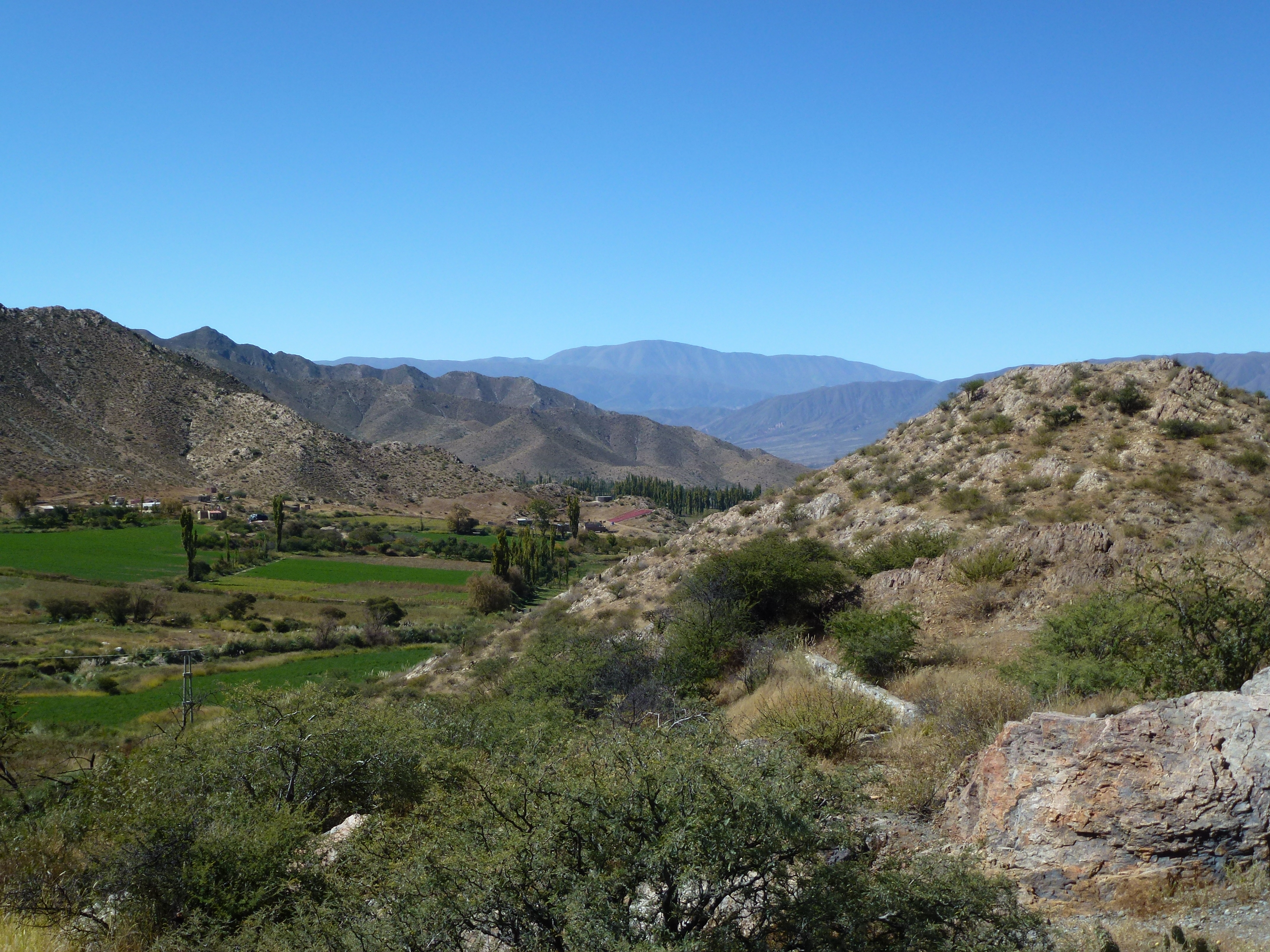
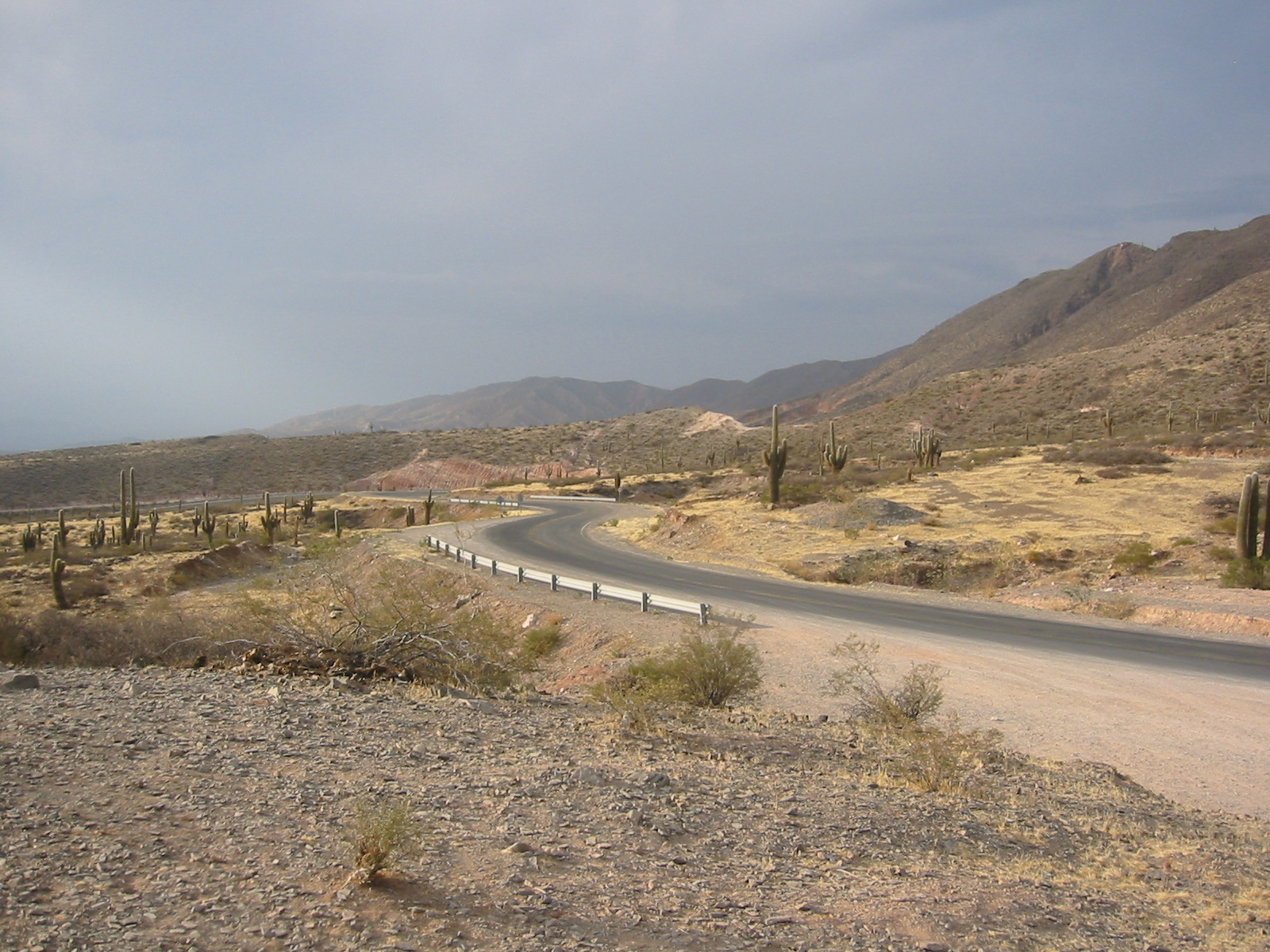

## 인구
| 연도  | 인구      | ±%     |
| ----- | --------- | ------ |
| 1869  | 88,933    | —      |
| 1895  | 118,015   | +32.7% |
| 1914  | 142,156   | +20.5% |
| 1947  | 230,445   | +62.1% |
| 1960  | 412,854   | +79.2% |
| 1970  | 509,803   | +23.5% |
| 1980  | 662,870   | +30.0% |
| 1991  | 866,153   | +30.7% |
| 2001  | 1,079,051 | +24.6% |
| 2010  | 1,214,441 | +12.5% |
| 출처: |           |        |